# Jerif
Jerif ou Jraif, (en arabe اجريف) est une commune de Mauritanie située dans le département de Néma de la région de Hodh Ech Chargui.

## Géographie
Elle a une population de 5 078 habitants en 2013 contre 4 401 en 2000.